# Aleš Bílík
Aleš Bílík (* 15. listopadu 1989 Praha) je český divadelní a televizní herec.

## Životopis
Absolvoval jazykové gymnázium a poté vystudoval pražskou DAMU . Ještě za studia se objevil v inscenaci Muži společnosti STK Theatre Concept. V roce 2014 se s tímto představení podíval na korejský divadelní festival Busan International Performance Art Festival . V letech 2012 až 2015 byl členem Národního divadla moravskoslezského v Ostravě. Od roku 2016 je v angažmá Městských divadel pražských, kde debutoval rolí Douga ve hře Noc bláznů.
Kromě divadla též účinkoval v televizi. Objevil se například v seriálech Doktor Martin, Vraždy v kruhu či Všechny moje lásky. V roce 2014 ztvárnil malou roli ve filmu Radima Špačka, Místa, kde hráli hlavní role Johana Matoušková, Vladimír Polívka a Jan Cina. Spolu s Vladimírem Polívkou se opět setkal o dva roky později v pohádce Řachanda.

## Filmografie
| Rok  | Název                             | Role                  | Poznámky                            |
| ---- | --------------------------------- | --------------------- | ----------------------------------- |
| 2011 | Setkání s hvězdou: Jana Hlaváčová | kluk z party          | televizní film                      |
| 2012 | O pokladech                       | tanečník              |                                     |
| 2014 | Piknik                            | Martin                | televizní film                      |
| 2014 | Místa                             | kluk z Ládíkovy party |                                     |
| 2015 | Doktor Martin                     | hasič Roman           | televizní seriál                    |
| 2015 | Všechny moje lásky                | Viktor Prouza         | televizní seriál                    |
| 2015 | Vraždy v kruhu                    | mladík s jizvou       | televizní seriál                    |
| 2015 | Atentát                           | Milerův syn           | televizní seriál                    |
| 2016 | Řachanda                          | Matěj                 |                                     |
| 2017 | Bohéma                            | Dušan Hubáček         | televizní seriál                    |
| 2017 | Spravedlnost                      | Vojta Hájek           | televizní seriál                    |
| 2017 | Křižáček                          | Szimko                |                                     |
| 2018 | Svědomí                           |                       | krátkometrážní film                 |
| 2018 | Dáma a Král                       | Látal                 | televizní seriál, díl: „Tóny smrti“ |
| 2018 | Polda                             | Dan Veselý            | televizní seriál, díl: „Do střehu!“ |
| 2018 | 12 opic                           | voják                 | televizní seriál, díl: „Zvon“       |
| 2019 | Sever                             | Marek Hanuš           | televizní seriál                    |
| 2019 | Princip slasti                    | Tomáš                 | televizní seriál                    |
| 2019 | Poslouchej                        | Adam                  |                                     |

## Divadelní role, výběr
- 2011 Adéla Laštovková Stodolová a kolektiv: Muži, role Štěně, STK Theatre Concept, režie Adéla Laštovková Stodolová a SKUTR
- 2016 Aischylos: Oresteia, role Apollon, Tygr v tísni, režie I. K. Kubák
- 2016 Louis Nowra: Noc bláznů, role Doug, Divadlo Rokoko, režie Pavel Khek
- 2016 Alexandr Sergejevič Puškin, Emil František Burian: Evžen Oněgin, role Lenský, Divadlo ABC, režie Pavel Khek
- 2017 Věra Mašková, Pavel Khek: Čapek, role Jaroslav, Divadlo Rokoko, režie Pavel Khek
- 2018 Fjodor Michajlovič Dostojevskij: Idiot, role kníže Lev Nikolajevič Myškin, Divadlo Rokoko, režie Pavel Khek
- 2018 Jiří Janků, Pavel Khek: Tančírna 1918–2018, role účinkující, Divadlo ABC, režie Pavel Khek
- 2019 Jaroslav Havlíček: Neviditelný, role Holzknecht, Divadlo Rokoko, režie Martin Františák
- 2019 Franz Grillparzer: Sláva a pád krále Otakara, role Záviš z Falkenštejna, Divadlo Komedie, režie Michal Hába